# Демирчиляр (ковёр)
«Демирчиляр» (азерб. Dəmirçilər) — азербайджанские ковры, относящиеся к казахской группе Гянджа-Казахского типа. Название этого ковра связано с названием села Демирчиляр, расположенного в 9 километрах западнее города Казах в Азербайджане. Некоторые ковроведы называют данный ковёр «Демирчи Гасан». Этот ковёр производится также в сёлах Даш Салахлы, Косалар и Уркмазли Казахского района Азербайджана. Ковры «Демирчиляр» считаются коврами высшей категории в Казахской группе.

## Художественные особенности

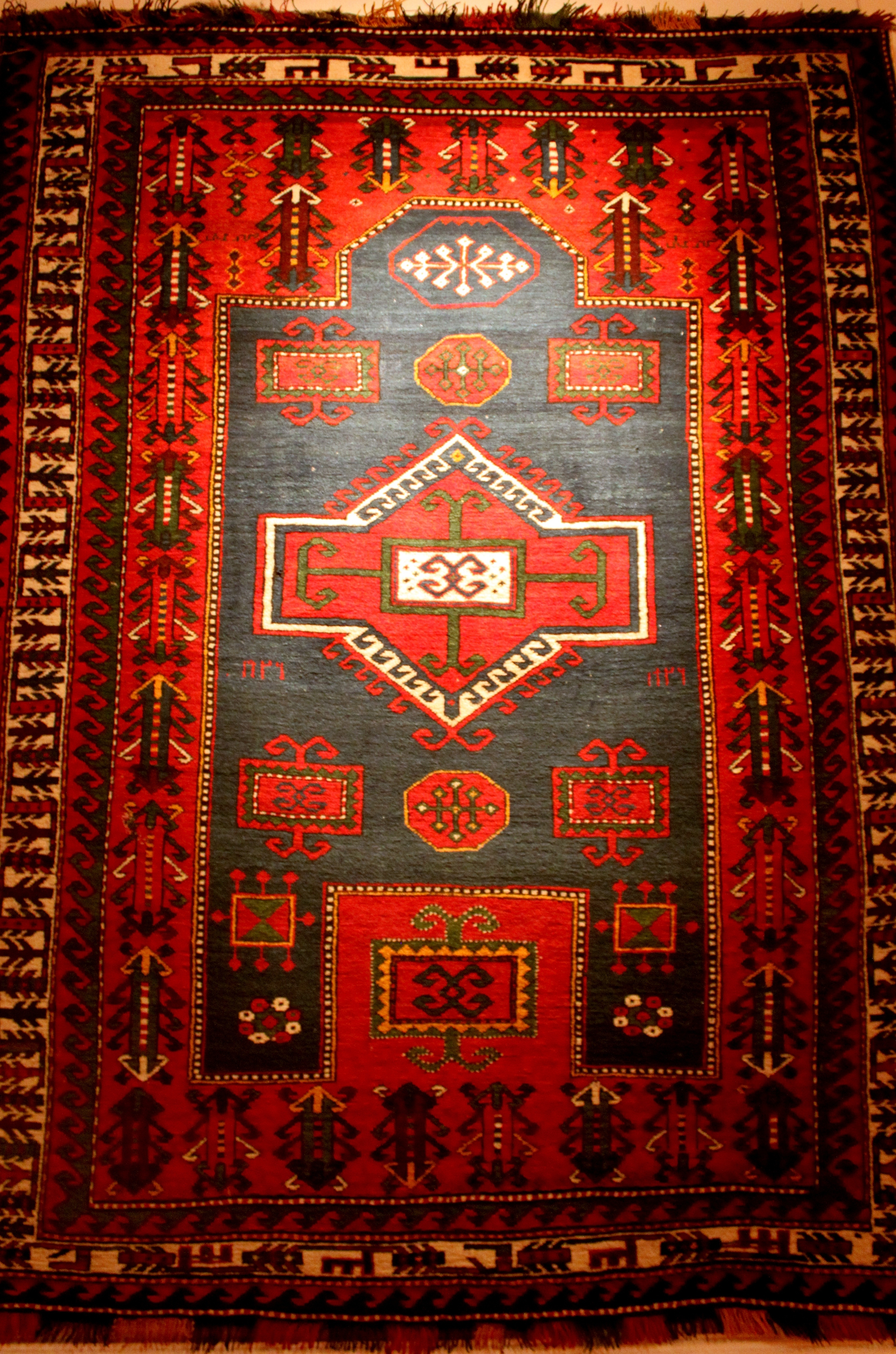
Ковёр-намазлык «Демирчиляр» (XIX век). Национальный музей искусств Азербайджана (Баку)

Ковры известные под названием «Демирчиляр» имеют различное строение. Существуют три основных варианта этого вида ковров.

### Первый вариант
Композиция серединного поля ковров первого варианта состоит из гёлей многоугольной формы. Основу композиции составляют именно эти гёли, которые выстроены один за другим. Число гёлей серединного поля определяется длиной ковра. В небольших коврах помещаются 2—3 гёля, в удлиненных гяба — больше. Серединная кайма известная под названием «Сурмадан» характерна для ковров «Демирчиляр» как каймовая полоса.

### Второй вариант
Второй вариант составляют ковры, названные ковроткачами «Демирчи Гасан». Эти ковры состоят главным образом из ковриков намазлык с тагом-аркой или мехрабом. Если раньше эти ковры имели религиозное назначение, в частности изготовлялись для совершения намаза, то со временем они стали лишь декоративным предметом. Композиция «намазлык» ковра «Демирчиляр» более оригинальна, чем у других ковриков «намазлык». На нём в верхней части находится таг геометрической формы для «мохура». Тонкая кайма — медахиль, которая окружает серединное поле и образует таг в верхней части ковра, замыкается в нижней части серединного поля в квадрат, предназначенный для ступней молящегося. Так, молящийся при совершении намаза должен коснуться земли семью частями тела — лбом, руками, коленями и большими пальцами ступней. Таким образом, если он поставит ноги на «гедемгях», имеющий квадратную форму и находящийся в нижней части серединного поля, то его колени и руки должны находиться на гёле, помещенном выше центра серединного поля, лбом же он коснётся мохура, который расположен в центре тага и называется «садждагях». Мастера, ткавшие в старину ковры «Намазлык», соблюдая обряды намаза, должны были заранее рассчитать расстояние между «гедемгяхом» — местом для ступней и «садждагяхом» — местом для мохура (подробнее см. статью «Намазлык»).

### Третий вариант
Третий вариант «Демирчиляр» составляют ковры, называемые «Мехрабсыз», то есть «без мехраба». Для них характерны кетеобразные гёли, расположенные один за другим, начиная, с нижней части серединного поля до его конца его. В последнее время производятся ковры больших размеров и в центре их серединного поля помещается один гёль.

## Технические особенности
Ковры «Демирчиляр» ткутся чаще всего небольших размеров. Иногда встречаются ковры большого формата, в редких случаях — удлиненной формы.
Плотность узлов: на каждом квадратном дециметре помещается от 26×26 до 30×30 узлов (на каждом квадратном метре — от 60000 до 90000).
Высота ворса от 8 до 12 миллиметров.